# 1,4-二噁英
1,4-二噁英，或称对二噁英，常簡稱為“二噁英”，是一種单环有機化合物，是一種在工業上無實際用途的副產物。二噁英與其衍生化合物的毒性各有不同，另外此類化合物因具脂溶性，會積聚在動物脂肪組織及植物的某些部位。
1,4-二噁英的化學結構與屬於多氯二苯並戴奧辛（polychlorinated dibenzodioxins，-,PCDDs）類化合物的多氯二苯并呋喃（polychlorinated dibenzofuran，PCDF）相似，常写成「PCDD／Fs」，包含與多氯聯苯（polychlorinated biphenyl，PCBs）化學組成、毒性相近的碳、氯、苯有機物，屬多鹵代化合物（Polyhalogenated compounds，PHCs）。一般來說廣義的「二噁英」一詞泛指含有前述結構的衍生化合物，例如橙劑中的雜質，常被使用於動物實驗的2,3,7,8-四氯双苯环二𫫇英。

## 名称
日常称作“二英”的污染物得名于其主要官能团对二𫫇英或3,6-二氧杂-1,4-环己二烯。“二”指两个氧，“𫫇”是氧杂的简称，“英”是汉奇-威德曼杂环命名系统英文版中六元最不饱和环烯的词缀的中文音译，其中文版词缀本应是“环己熳”，但由于英文中“对二𫫇己熳”一词（p-dioxine）已被变读为“p-dioxin”，这一变写的词缀中文改用音译。台湾用语“戴奧辛”则来自针对英文“dioxin”的纯音译。值得注意的是台湾用语中类似结构的二𫫇烷、二𫫇烯不称作“戴奧烷”、“戴奧烯”。
近来，一些人将“英”字用作“环己熳”的中文简称，从而将“二𫫇英”当作纯意译词处理，从而由此衍生出“二氧杂英”一词。此外，亦有人将“二𫫇英”写作“二𫫇𠸄”来重复强调对二𫫇英是环状化合物（或官能团）。由于早期命名中无芳香性的环己二烯也曾被扣草头帽子称作“芑”（音忌），其官能团有时也被称作“二氧芑”、“二𫫇芑”或“二氧杂芑”。

## 制备
1,4-二噁英可由狄尔斯–阿尔德反应制备：

## 官能团
对二噁英是的大多数類戴奧辛物質的官能团，日常生活中所称的“二噁英”的各种物质中大多包含对二噁英子结构，少量则含五元环结构。

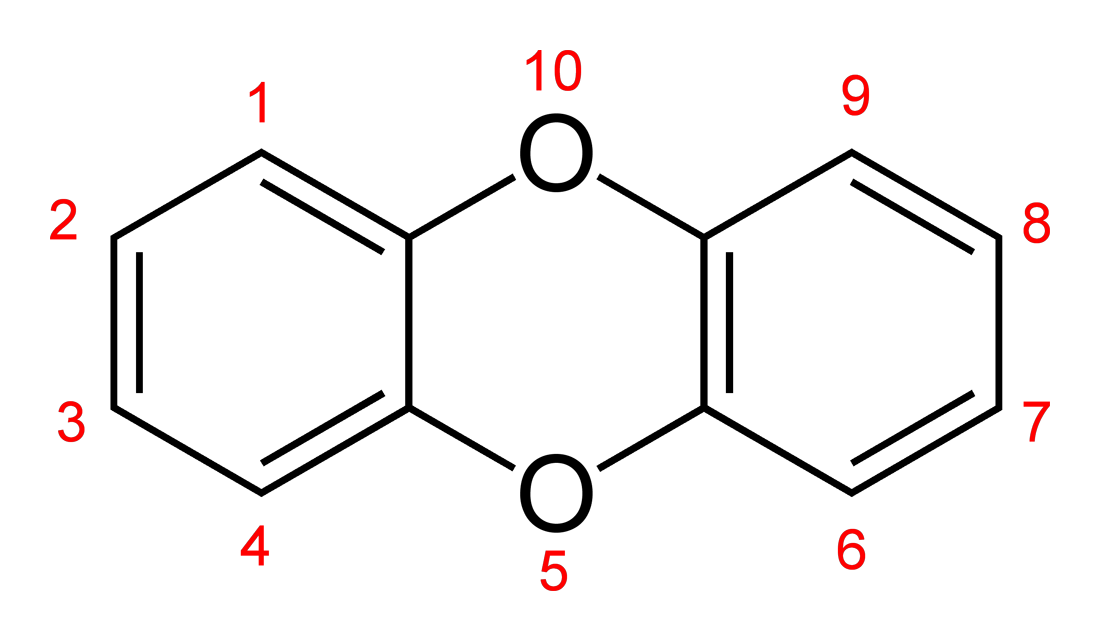
二苯并对二噁英的鍵線式及原子的編號方式，四氯雙苯環二噁英是雙苯環二噁英的衍生物

### 書籍
- 陳怡儒、楊和慶、到手香、紀宗廷、林欣瑜、柯昭儀、雲琇卿、吳怡亭、盂美雲、林煜庭、鄭諺彌、陳亭瑋、陳昭明、葉宗桓、林宏儒、蘇怡帆. . 臺灣: 易博士出版社（城邦文化）. 2011-05-17 [2011]. ISBN 978-986-120-761-2 （中文）.

## 外部連結
- 维基文库中的相關文獻：廢棄物焚化爐二噁英管制及排放標準